# Nothofagus apiculata
Nothofagus apiculata là một loài thực vật có hoa trong họ Nothofagaceae. Loài này được (Colenso) Cockayne mô tả khoa học đầu tiên năm 1910.